# Toys2Masters Newcomercontest

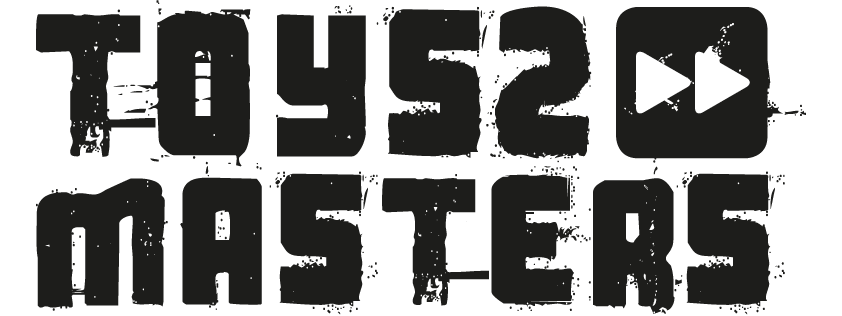
Toys2Masters Logo (2019)

Der Toys2Masters-Newcomercontest ist ein seit 1995 stattfindender überregionaler und nicht-kommerzieller Musiknachwuchswettbewerb. Zunächst vom Verein Bonner Rockmusiker veranstaltet, wird er seit 2003 vom Musiknetzwerk Bonn organisiert. Teilnehmen können Musiker aller Genres, die das durchschnittliche Höchstalter von 30 Jahren nicht überschritten haben. Der Grundgedanke bei den Veranstaltungen ist, Auftritts- und Fördermöglichkeiten für junge Musiker zu schaffen und sie miteinander in Kontakt zu bringen.

## Geschichte
Seinen Ursprung hat Toys2Masters im Bonner Raum, wo er 1995 vom Verein Bonner Rockmusiker (VBR) gegründet wurde. Im Jahr 2002 musste der VBR Insolvenz anmelden und das 2003 gegründete Musiknetzwerk übernahm die Aufgabe des Veranstalters. Seit 2003 ist Toys2Masters der größte Newcomercontest in Nordrhein-Westfalen mit einer hohen Reichweite an Besuchern aller Generationen. Bands wie The Slapstickers, Jack Slater, We Are Wolf, Leviathan (deutsche Band) oder Phrasement waren Teilnehmer des Wettbewerbs. TIL, die Gewinnerband des Wettbewerbs 2015, konnte an Universal Music vermittelt werden.
Auch Bands und Musiker aus dem benachbarten Ausland, z. B. aus Belgien, Luxemburg und den Niederlanden, nehmen daran teil. Nach der Übernahme durch das Musiknetzwerk wurde ein Förderprogramm für die Teilnehmer entwickelt, welches neben den Auftrittsmöglichkeiten Workshops und Seminare zu Themen wie Performance, Groove, Self-Marketing, Songwriting, Soundcheck und seit 2018 auch Booking beinhaltet. Namhafte Dozenten sind z. B. Florian Dauner, Shirin Valentine und Volkmar Kramarz. Das Förderprogramm wurde 2023 in ein digitales Angebot, die Online-Learning-Plattform "Toys2Masters Academy", umgewandelt.

## Ablauf des Contests

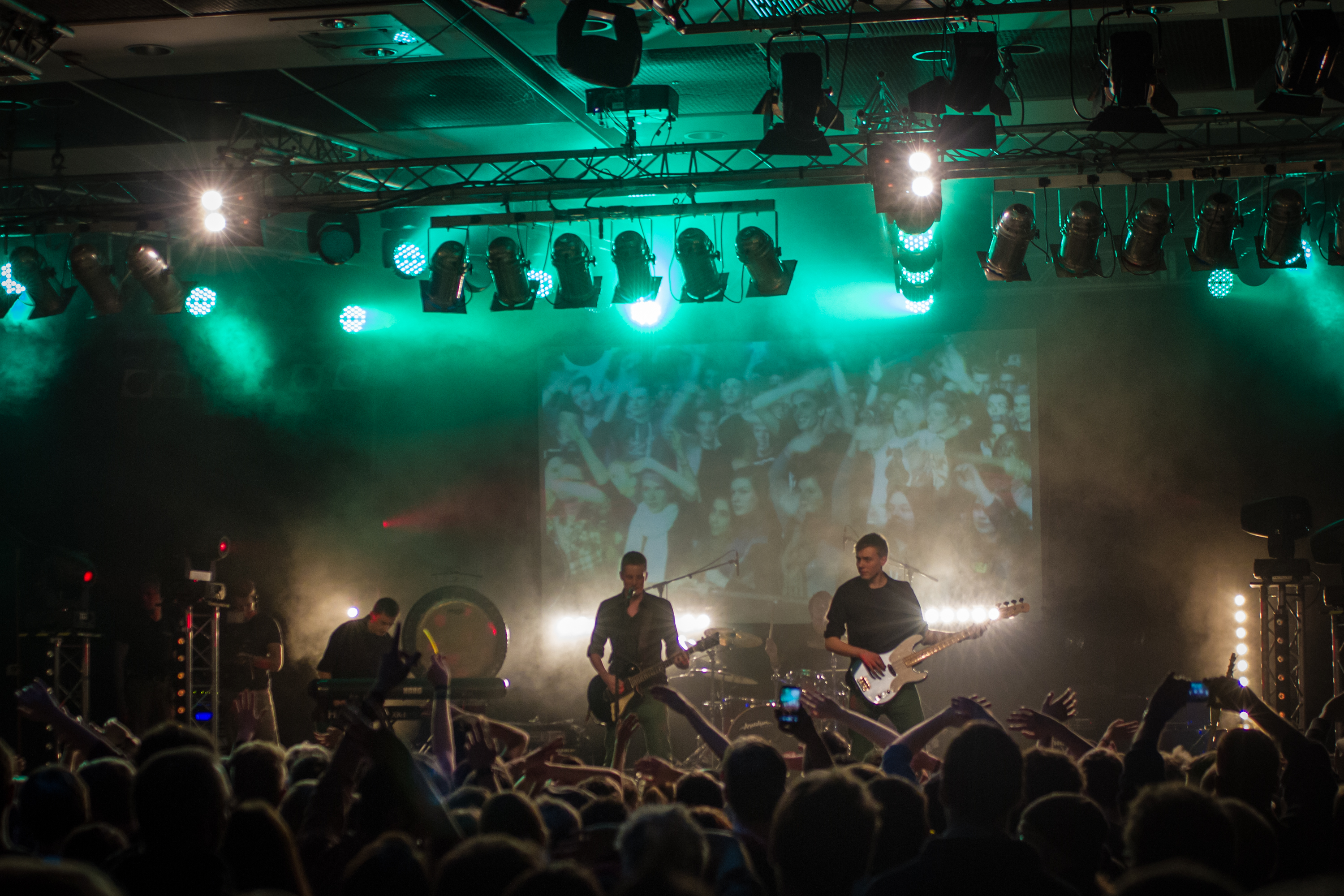
The Fläsh, Toys2Masters Gewinner 2013

Der Toys2Masters-Newcomercontest baut auf sogenannten Leveln auf. Jede Bewerbung wird angenommen und jedem Act werden zwei Konzerte im Basic und Semi-Pro Level garantiert, in denen Punkte durch Publikumsabstimmung gesammelt werden. Zwischen diesen Auftritten werden die Teilnehmer mit der Toys2Masters Academy auf die zweite Runde vorbereitet. Die 18 Acts mit den meisten Punkten ziehen nach einem weiteren Coaching Level in das Pro Level ein. Ab diesem werden 50 % der Punkte durch eine Jury vergeben, die anderen 50 % durch das Publikum. Das Final Level findet in Konzertlocations wie der Harmonie Bonn oder dem Kubana Liva Club Siegburg Bonn statt.
Alle Finalteilnehmer erhalten verschiedene Sachpreise. Dem Gewinner des Wettbewerbs steht ein fünftägiger Tonstudioaufenthalt zu sowie diverse Sachpreise, Auftritte bei Festivals wie Bochum Total oder dem Trafostation 61-Festival und individuelle Coachings. Von allen Teilnehmern werden zudem noch die besten Instrumentalisten und Songwriter mit Musikinstrumenten, Equipment oder professionellen Aufnahmen belohnt.

## Finanzierung
Die gemeinnützige GmbH Das Musiknetzwerk wird hauptsächlich vom Kulturamt der Stadt Bonn finanziert. Darüber hinaus wird Toys2Masters von zahlreichen regionalen und internationalen Partnern unterstützt.

## Gewinner
| Jahr | Band/Künstler                 |
| ---- | ----------------------------- |
| 1995 | Chapter Six                   |
| 1996 | B.S.U.R.                      |
| 1997 | Soda Jerk                     |
| 1998 | The Slapstickers              |
| 1999 | Lovesad                       |
| 2000 | Taub                          |
| 2001 | Grand Voyage                  |
| 2002 | Lounge Residents              |
| 2003 | Wayout                        |
| 2004 | Chamberdogs                   |
| 2005 | Sixfinger                     |
| 2006 | The Spoilt (inzw. Gold Atlas) |
| 2007 | Four Seasons                  |
| 2008 | Saint Shelter                 |
| 2009 | Murphy's Law                  |
| 2010 | McConnery                     |
| 2011 | The Jabs                      |
| 2012 | Dorfmusik (inzw. Artdefekkt)  |
| 2013 | The Fläsh                     |
| 2014 | Tilman Ringer                 |
| 2015 | TIL                           |
| 2016 | Millennia                     |
| 2017 | Attic.                        |
| 2018 | wildfire                      |
| 2019 | twentyseven.                  |
| 2021 | Joker's Kingdom               |
| 2022 | Lostboiii                     |
| 2023 | The Moobies                   |
| 2024 | Fallen Maze                   |
| 2025 | Cloudspotter                  |